# Saido Berahino
Saido Berahino (Bujumbura, 4 de agosto de 1993) é um futebolista burundiano que atua como atacante.

## Carreira
Nascido no Burundi, mudou-se para a Inglaterra aos 10 anos, e logo chegou às categorias de base do West Bromwich Albion, onde foi revelado, sendo promovido aos profissionais em 2010.
Foi tratado como uma das mais promissoras revelações do futebol inglês, sendo o principal artilheiro e destaque do West Brom durante algumas temporadas. Berahino possui números expressivos pelas categorias de base da Seleção Inglesa, onde atua desde o Sub-16. Foi convocado para a seleção principal pela primeira vez em novembro de 2014, sob o comando do treinador Roy Hodgson, para um jogo das eliminatórias da Euro 2016 contra a Eslovênia, e para um amistoso contra a Escócia. Porém, não atuou em nenhuma das partidas.
No dia 20 de janeiro de 2017, acertou sua transferência para o Stoke City por 12 milhões de libras, assinando contrato por cinco anos e meio.
No dia 28 de Agosto quebrou um jejum de 913 dias sem marcar gols, a partida foi contra o Huddersfield Town Association Football Club onde ele marcou o gols da classificação do time para a próxima fase da Copa Inglesa.
No dia 8 de Setembro ele fez sua estreia pela Seleção Burundinesa marcando o gol de empate contra o Gabão.
Em 23 de agosto de 2024, Berahino foi anunciado pelo Rajasthan United, da Índia. No entanto, teve o contrato rescindido menos de três meses depois, devido a uma lesão sofrida em um acidente.

## Títulos
Inglaterra
- Campeonato Europeu Sub-17: 2010

### Prêmios individuais
- Jogador Sub-21 do Ano na Inglaterra: 2014[5]